# Abzû
Abzû (stiliserat som ABZÛ) är ett äventyrsspel utvecklat av Giant Squid Studios och utgivet av 505 Games till Playstation 4 och Microsoft Windows. Spelet släpptes den 2 augusti 2016.

## Spelupplägg
Spelet fokuserar på simning, utforskande och interaktion med vattenlevande djur. Det simulerar beteendet hos fiskstim och rovfiskar och innehåller interaktion mellan dem. Utvecklingen i spelet är linjär istället för att ha ett open world-upplägg, men miljöerna är samtidigt designade för utforskning. Olika kapitel i spelet äger rum i olika platser i havet, däribland grottor, djuphavsområden, korallrev och sjunkna ruiner.

## Utveckling
Abzû offentliggjordes på Sony Computer Entertainments presskonferens på E3 2014. Det var det första spelet under utveckling av spelstudion Giant Squid, grundad av Matt Nava, tidigare art director för spelen Flower och Journey. Spelet skulle ges ut till Playstation 4 och Microsoft Windows. Titeln på spelet kommer från de gamla orden "ab" (hav) och "zu" (att veta), syftat till att tolkas som "visdomens hav" ("ocean of wisdom").